# 왕종근
왕종근(王鍾根, 1954년 1월 1일 ~ )은 대한민국의 아나운서다.

## 출연작

### TBC 부산국 아나운서 시절
- 《TBC 뉴스》(1978년~1980년)

### KBS 부산 아나운서 시절
- 《KBS 부산 뉴스》
- 《KBS 부산 라디오뉴스》
- 《어린이 퀴즈왕》
- 《퀴즈로 배웁시다》(KBS부산 2TV 자체방송 프로그램)

### KBS 아나운서 시절
- 《도전! 주부가요스타》(1995년~1996년, 1999년~2000년)
- 《무엇이든 물어보세요》(1995년~1997년)
- 《TV쇼 진품명품》(1995년~2009년)
- 《신세대 보고 - 어른들은 몰라요》(1995년)
- 《KBS 2TV 뉴스》 (1995년~1997년) 진행
- 《KBS 주말뉴스》 대타 진행
- 《1라디오,2라디오 뉴스》(1994년~1999년) 진행
- 《생방송좋은아침입니다》
- 《체험 삶의 현장》
- 《생방송 오늘》
- 《생방송 세상의 아침》
- 《토요화제 이야기 광장》
- 《쇼! 행운의 신용카드》
- 《무엇이든 물어보세요》
- 《퀴즈주부대학》
- 《왕종근의 행복이 가득한 집》

### 프리랜서 이후
- 《애정의 조건》(KBS2, 2004년) - 특별출연
- 《TV는 사랑을 싣고》(KBS1, 2006년)
- 《엄마가 신났다》(TBS, 2009년)
- 《연애 위자료 청구 사건》(MBC, 2011년)
- 《스타주니어쇼 붕어빵》(SBS)
- 《왕종근의 아름다운 초대》(광주MBC)
- 《아침마당 대구》(KBS대구)
- 《인생고민 해결SHOW 신세계》(MBN)
- 《유자식 상팔자》(JTBC, 2013년)
- 《알토란》(MBN, 2014년~2021년)
- 《TV는 사랑을 싣고》(KBS2, 2021년)
- 《닭강정》(Netflix, 2024년) - 특별출연

### 라디오 프로그램
- 2003년 KBS 제2라디오 《해피투데이 왕종근, 이지연입니다》
- 2015년 EBS FM 《EBS 책 읽는 라디오 낭독 시리즈》

## 가족 관계
- 아버지는 군인 출신인 왕재만[4]과 어머니는 김해 김씨에 김팔순으로 알려졌다.
- 배우자는 성악가 겸 방송인 김미숙 10살 연하로 아내이다.
  - 아들은 왕재민이며, 배우 겸 연기자이다.

## 수상 경력
- 1997년 《한국방송대상》 아나운서상
- 2000년 한국맞춤양복기술협회 베스트드레서

## 홍보대사
- 2007년 4월 해운대 명예홍보대사
- 2008년 4월 강서구 홍보대사
- 2011년 5월 서초소방서 명예홍보대사